# أيري بوجاق
أيري بوجاق هي قرية في مقاطعة خدا أفرين، إيران. عدد سكان هذه القرية هو 336 في سنة 2006.